# Sonyun
Le terme Sonyun d'origine coréenne, est l’équivalent du mot Shōnen en japonais. Il est utilisé pour désigner un type de manhwa. Le Sonyun ou le Shōnen est un manhwa qui s'adresse principalement aux jeunes adolescents, alors que le Shōjo s'adresse principalement aux filles.